# جشنواره سینمای متفاوت و تجربی پاریس
جشنواره سینمای متفاوت و تجربی پاریس (فرانسوی: Festival des Cinémas Différents et Expérimentaux de Paris) یک جشنواره بین‌المللی است که در سال 1999 توسط مارسل مازه و مجموعه سینمای جوان و با مشارکت رافائل بسان ایجاد شد و به فیلم‌های تجربی، متفاوت و نقدهای سینمایی اختصاص دارد. از ویژگیهای متمایز این جشنواره، برگزاری جلسه هیئت داوران به صورت علنی است.

## تاریخچه
از سال ۱۹۷۳ تا ۱۹۸۳ این جشنواره از ایئر تا امروز نام داشت. این رویداد با هدف تجلیل از روح جشنواره Var (تأسیس سال ۱۹۶۵) به ابتکار موریس پریست و مارسل مازه، رئیس CJC در آن زمان، نماینده عمومی بخش سینمای متفاوت در فرانسه بود. این جشنواره در سال ۱۹۸۳ پس از آنکه مجموعه سینمای جوان ایئر را به مقصد تولون ترک کرد از سال ۱۹۷۲ تا ۱۹۷۷ برگزار نشد. برنامه‌های این رویداد شامل فیلم‌هایی از موج نو، سینمای جهان و سینمای زیرزمینی، به ویژه در بخش سینمای متفاوت آن بود. بسیاری از این فیلم‌ها بعدها در برنامه جشنواره سال ۱۹۹۹ گنجانده شد.
- صفحه جشنواره
- وب سایت مجموعه سینمای جوان

1. ↑  https://www.cjcinema.org/festival/
2. ↑  "Festival". Collectif Jeune Cinéma (به فرانسوی). Retrieved 2024-12-07.
3. ↑  «A la mémoire de Marcel Mazé, flambeau de l'avant-garde» (به فرانسوی). دریافت‌شده در ۲۰۲۴-۱۲-۰۷.